# Сферическая волна
Сферическая волна — волна, фронт которой представляет собой сферу. 
Вектор фазовой скорости расходящейся сферической волны ориентирован в радиальном направлении от источника ("волна радиально расходится от источника"), сходящейся — к источнику. Сферическая волна является удобной моделью, в реальности фронт волны отличается от сферического из-за особенностей источника и неоднородности пространства. В дальней зоне источника квазисферическая волна оптического диапазона формируется, например, малогабаритной лампой накаливания, радиочастотного — антенной.

## Определение
Для скалярной волны уравнение имеет вид
| {\displaystyle u={\cfrac {f(r\pm ct)}{r}}.} | (1.2) |

Для расходящейся от осциллятора волны в формуле (1.2) используется вместо {\displaystyle \pm } знак {\displaystyle -}, для сходящейся — {\displaystyle +}. Такая волна удовлетворяет волновому уравнению, а суперпозиция сходящейся и расходящейся волн (в частности, и стоячей сферической волны) также является решением волнового уравнения.
Функция {\displaystyle f}, вообще говоря, может быть любой, но можно выделить случай гармонической {\displaystyle f.}

### Гармоническая сферическая волна
Гармоническая симметричная сферическая волна в среде без поглощения задаётся уравнением
| {\displaystyle u({\overrightarrow {r}},t)={\cfrac {A}{\|{\overrightarrow {r}}\|}}\cdot e^{i\omega t\pm ikr},} | (1.1) |

где {\displaystyle r} — расстояние от источника до интересующей нас точки;
{\displaystyle {\cfrac {A}{r}}} — убывающая амплитуда колебаний;
{\displaystyle \omega } — круговая частота;
{\displaystyle i} — мнимая единица;
{\displaystyle k} — волновое число;
знак '—' соответствует расходящейся волне, а знак '+' — сходящейся.
Если величина {\displaystyle u({\overrightarrow {r}},t)} задаёт возмущение в данной точке и в данный момент времени, то за определённый промежуток времени уносится энергия {\displaystyle |u({\overrightarrow {r}},t)|^{2}.} Но так как площадь сферы растёт {\displaystyle \thicksim r^{2}}, то поток функции {\displaystyle u({\overrightarrow {r}},t)} сохраняется неизменным.